# Quadriverticis elegans
Quadriverticis elegans är en insektsart som beskrevs av Zheng, Z. 1999. Quadriverticis elegans ingår i släktet Quadriverticis och familjen gräshoppor. Inga underarter finns listade i Catalogue of Life.